# Space Braidus
Space Braidus è un album della Andrea Braido Band pubblicato nel 2005.

## Tracce
1. Intro – 0:31
2. Eyes of fire – 3:28
3. Dark moments/Dangerous time – 5:10
4. Go and run away – 3:12
5. Nancy an' Kelly – 3:28
6. I don't care – 3:49
7. Maybe one day – 4:07
8. Voice of love – 4:50
9. Violent justice – 3:56
10. Into the fire – 4:31
11. Dati Traccia – 7:05

## Formazione
- Andrea Braido - voce e chitarra
- Marcello Surace - batteria
- Toto Lelasi - basso
- Piero Leporale - voce